# 팔레스트리나 (오페라)
《팔레스트리나》(Palestrina) WoO.17은 한스 피츠너가 작곡한 전 3막의 오페라로 오늘날에는 피츠너의 대표작 중 하나로 알려져 있다. 또 막마다 놓인 3개의 전주곡은 독립적으로 (관현악 조곡으로) 연주되는 경우도 종종 있다.
작곡자 자신에 의해 음악적 전설의 악극(Musikalische Legende)이라는 부제가 주어졌다.

## 개요
오스트리아의 음악학자이자 작곡가였던 아우구스트 빌헬름 암브로스(August Wilhelm Ambros, 1816-1876)가 편찬한 <음악사>(1878)의 제4권을 읽은 피츠너는 이것을 오페라화로 하는 것을 생각해 내고, 곧바로 피츠너는 대본 집필에 착수했다. 본인이 문학적 소양이 있어서 스스로 바그너처럼 대본을 쓸 쑤 있었음에도 기존의 3곡은 다른 대본 작가에게 맡긴 것과 다르게 이번에는 본인이 처음이자 마지막으로 대본 집필에 착수한 것이다. 작곡은 1912년 1월 1일 착수해 3년 뒤인 1915년 6월 17일 완성했다.
초연은 1917년 6월 12일 뮌헨 프린츠레겐텐 극장에서 브루노 발터의 지휘로 이루어져 대성공을 거두었다.발터는 초연을 했을 때 이 상연을 하나의 고비로 간주했고, 전시 하인 1917년 11월 선전 순회공연이라 부르며 스위스(바젤, 취리히, 베른)에서 상연했다.1919년 빈과 베를린에서도 공연돼 제2차 세계대전이 시작될 때까지는 독일권 내에서 정기적으로 공연됐다.
소설가 토마스 만은 이 오페라를 극찬했으며 1917년 10월 발표한 짧은 수상 소감에서 '팔레스트리나'에서 이 작품의 가치를 인정하기도 했다. 또한 『비정치적 인간의 고찰』(Betrachtungeneines Unpolitischen, 1918)의 '미덕에 대하여'에서도 '팔레스트리나'를 부연하여 다루고 있다. 1918년 발터 등과 함께 한스 피츠너 협회를 설립하기도 했다.

## 해설
음악사에서 피츠너는 시대의 조류를 거스른 작곡가로 기록되며, 그의 작품은 숭배자들의 격찬을 받았지만 일반 대중에게는 그리 큰 흥미를 불러일으키지 못 했다. 현대를 살아가면서도 현대음악에 거부감을 느끼고 과거의 음악형식을 고수하려 했던 피츠너는 교회음악에서 폴리포니를 수호하려는 팔레스트리나와 자신을 동일시했다. 이 오페라 팔레스트리나의 성공으로 피츠너는 순식간에 리하르트 슈트라우스와 나란히 독일 최고의 오페라 작곡가로 불리게 되었고, 이 밖에도 '가련한 하인리히', '심장' 등의 오페라를 남겼다.
생애 말기에 철저한 보수주의자로 알려진 피츠너는 바그너의 영향을 받은 작곡가로 학창 시절 당시 화성을 다루는 데 있어서 갖가지 기이한 시도를 감행했던 인물이었다. 그의 첫 번째 오페라 《가엾은 하인리히》는 바그너적 경향을 내포하며, 그의 두 번째 오페라 《연애정원의 장미》 또한 《파르지팔》과 비슷한 요소와 장미십자회의 신비사상을 결합시킨 성격을 띤다.
피츠너의 명작은 단연 그의 4번째 오페라 《팔레스트리나》로 자신이 직접 각본을 썼다. 그것은 명성 있는 16세기 작곡가 팔레스트리나가 겪은 시련과 고난에 대한 내용으로, 사라질 위기에 처한 전통을 지키려 노력했던 피츠너 자신이 겪은 고난을 상징한다. 대위법적 음악의 전통을 지키려는 필사적 노력으로 팔레스트리나는 《교황 마르첼리 미사》를 작곡했고, 전설에 의하면 이 작품이 트렌토 회의에서 벌어진 유명한 토론에서 대위법적 음악을 승리로 이끄는 결정적 역할을 하였다고 한다. 작품 소재의 보수주의적 성격 때문에 피츠너가 팔레스트리나의 미사를 인용한 곳곳에서 다분히 보수주의적인 작곡 기법이 사용되었다. 작곡가 스스로 '음악적 전설의 악극'이라는 타이틀을 붙였던 오페라 '팔레스트리나'는 바그너가 추구했던 종합예술의 이상을 충실히 좇았던 작품인 동시에, 르네상스 시대의 위대한 선배 작곡가의 일화를 통해 자신만의 음악적 철학을 확실히 드러내었던 일생의 역작이었다.
바그너의 영향을 받았던 작곡가였기에 이 작품은 바그너의 기법들을 피츠너 자신의 것으로 만든 바그너풍의 음악이 묻어나온다. 작품 전체가 반음계, 무한선율에 4관 대편성으로 되어있고 여러 유도동기(라이프모티브)도 많이 등장한다. 특히 이 작품에서 중요한 첫번째 유도동기는 '회안의 동기'로 1막 전주곡으로 시작해 1막 전체를 관통하는 것 뿐만 아니라 3막의 종결부에서 다시 등장할 만큼 중요한 동기이다.
그는 몹시 까다로운 완벽주의자로 알려져 있다. 1917년 취리히 오페라하우스에서 팔레스트리나가 공연되었을 때의 에피소드만 보아도 짐작할 수 있다. 1막에서 보로메오 추기경이 거리로 나설 때 예복 망토를 걸치지 않고 팔에 건 채 무대에서 퇴장했다는 이유로 기분이 상한 피츠너는 관객의 열화 같은 성원에도 박수에 답하러 무대에 나서지 않았다. 공연이 대성공을 거뒀는데도 그런 사소한 일 때문에 내내 대단히 침울했다는 것이다. 그는 브루노 발터에게 '16세기에 로마의 추기경이 예복 망토를 입지 않고 팔에 건 채 거리를 걸어가는 모습을 대체 누가 상상할 수 있겠느냐'며 기분을 풀지 않았고, 브루노 발터는 그 배역을 노래한 가수에게 '다음 공연 때는 반드시 망토를 걸치고 나가라'고 협박에 가까운 당부를 해야 했다. 그럼에도 발터는 "나는 그의 [팔레스트리나]보다 더 도덕적으로 진지하고 감성적으로 현명한 작품을 본 적이 없다"며 이 작품을 극찬했다.
역사적 사실을 참고해보면 팔레스트리나가 작곡한 '교황 마르첼루스의 미사'는 실제로 트렌토 공의회와 직접적인 연관이 없다고 한다. 이 부분은 피츠너의 창작이다. 사실 피츠너는 팔레스트리나의 예술을 숭배했다기보다는 이 르네상스 시대 작곡가의 창조적인 고독과 천재성에 관심이 있었다. 피츠너의 이런 관심은 그가 심취했던 쇼펜하우어 철학에서 비롯된 것이다. 쇼펜하우어의 영향은 음악에서도 드러난다. 오로지 예술에 충실한 고독한 예술가의 내면을 보여주는 1막, 그리고 세속적 이기심을 토대로 한 정략과 음모가 난무하는 2막 공의회 장면에 피츠너는 일부러 대조적인 음악을 사용했다. 마지막 3막에 가면 마침내 갈등은 해소되고 내면의 평화와 충족감이 관현악을 가득 채운다.
음악적 모더니즘을 거부했던 피츠너 자신의 의지는 '모더니스트들의 위험'을 강조하는 '팔레스트리나'의 음악 속에 녹아있다. 피츠너는 바그너적 모티프들을 종종 사용하고 있으며, 여러 부분에서 대위법적 효과를 사용했다. 특히 이 작품은 바그너의 뉘른베르크의 명가수 뿐만 아니라 브람스의 독일 레퀴엠과 유사한 부분들이 들어 있다는 지적을 받아왔다. 음악적 절정은 이미 1막 천사들이 출현하는 장면에 나타난다. 워낙 뛰어난 장면이어서, '여기서 오페라가 끝났어야 했다'는 비판을 낳을 정도였다. 그러나 2막에서 예술가와 세속 권력의 대결 장면은 그로테스크와 아이러니를 혼합한 생동감으로, 작곡가이자 대본가인 피츠너의 놀라운 역량을 충분히 보여주고 있다.
그러나 피츠너의 반유대주의적 정서와 나치에 대한 동조는 이 걸작의 공연에까지 부정적 영향을 미쳤다. 2차 대전이 끝난 뒤 피츠너가 '홀로코스트'라는 역사적 사실을 부인했다는 이유로 함부르크에서는 이 공연을 반대하는 운동이 일어나기도 했다.

## 악기편성
플루트4 (3, 4번은 피콜로 겸함), 알토 플루트, 오보에4 (4번은 잉글리시 호른 겸함), 클라리넷3, 베이스 클라리넷, 바순3, 콘트라바순, 호른6, 트럼펫4, 트롬본4, 튜바, 팀파니, 트라이앵글, 심벌즈 (서스펜디트 심벌즈 별도 필요), 큰북, 작은북, 탐탐, 글로켄슈필, 슬레이벨, 튜블러 벨, 첼레스타, 하프2, 기타, 만돌린, 오르간, 현5부 (16, 16, 12, 12, 10)
- 무대 뒤, 별도: 피콜로1, 클라리넷1

- 참고로 팀파니는 1대지만 2막의 난투극 장면에서는 연주자가 3명이다.

## 각 막의 템포
- 제1막: Ruhig, Andante (조용히, 느리게)
- 제2막: Mit Wucht und Wildheit (강렬함과 맹렬함으로)
- 제3막: Langsam, sehr getragen (느리게, 매우 느린 움직임으로)

## 등장인물
| 인물명                        | 성악 부분             | 배역                                |
| ----------------------------- | --------------------- | ----------------------------------- |
| 팔레스트리나                  | 테너                  | 산타 마리아 마조레 성당 예배당 악장 |
| 교황 비오 4세                 | 베이스                |                                     |
| 조반니 모로네                 | 바리톤                | 교황특사 추기경                     |
| 베르나르도 노바젤리오         | 테너                  | 교황특사 추기경                     |
| 크리스토프 마들슈트           | 베이스                | 트리엔트령 주교구 추기경            |
| 카를로 보로메오               | 바리톤                | 로마 추기경                         |
| 로렌의 추기경                 | 베이스                |                                     |
| 아부디즈                      | 테너                  | 아시리아의 총대주교 및 족장         |
| 안톤 불스 폰 뮤글리츠         | 베이스                | 체코 프라하의 대주교                |
| 루나 백작                     | 바리톤                | 스페인 왕의 특사                    |
| 브도야의 주교                 | 테너                  | 이탈리아의 주교                     |
| 이모라의 주교 테오필스        | 테너                  | 이탈리아의 주교                     |
| 카디스의 주교 아보스 미디어노 | 베이스 (바리톤)       | 스페인의 주교                       |
| 이기노                        | 소프라노              | 팔레스트리나의 아들, 15세           |
| 실라                          | 메조소프라노          | 팔레스트리나의 제자, 17세           |
| 엘코레 세베롤르스             | 베이스 (바리톤)       | 트리엔트 공의회식 부관              |
| 마조레 성당 예배당 가수(5명)  | 2테너 3바리톤         |                                     |
| 루크레치아                    | 알토                  | 팔레스트리나의 아내, 환영           |
| 9명의 대작곡가들의 환영       | 3테너 3바리톤 3베이스 |                                     |
| 3명의 천사의 목소리           | 소프라노              |                                     |
| 교황의 대사 2인               | 묵음                  |                                     |
| 라이네스                      | 묵음                  | 예수회 총장                         |
| 살메론                        | 묵음                  | 예수회 총장                         |
| 맛사렐리                      | 묵음                  | 테레제의 주교, 공회의 서기관        |
| 주세페                        | 묵음                  | 팔레스트리나의 늙은 하인            |

기타 : 다수의 신도, 주교 및 대주교들, 수도원장들, 수도회장들, 성속제후의 대리인들, 신학자들, 하인들, 시의 호위병들, 행인들, 천사들(환상), 전 기독교국 학자

## 연주시간
총 3시간 20분 (1막: 1시간 40분, 2막: 1시간 15분, 3막: 30분)

## 줄거리
시간과 장소: 1563년 11월~12월 트리엔트 공의회(2막), 로마(1막과 3막)

### 제1막
팔레스트리나의 집의 한 방
전주곡으로 막이 오른다.해질녘, 팔레스트리나의 거실에서 17세의 제자 실라가 바이올린으로 직접 작곡한  피렌체풍의 사랑의 노래를 연주하면서 스승 팔레스트리나의 낡은 서법에서 머지않아 피렌체에서 일어난 새로운 작풍으로 지금부터 해 나가자고 말하고 있다. 거기에 슬픈 표정으로 나타난 팔레스트리나의 아들 이기노가 요즘 작곡 의욕이 없는 아버지의 고민을 이야기한다. 반면 팔레스트리나는 아내 루크레치아가 전염병으로 목슴을 잃게 되자 낙심하여 그때까지 왕성했던 작곡 의욕을 잃었다.
그곳에 몰래 그의 집을 찾아온 추기경 보로메오가 온다. 보로메오는 예전부터 새로운 미사곡을 팔레스트리나에서 줄기차게 요구해 왔다. 트리엔트의 종교회의에서 미사곡이 심의되고 그레고리오 성가 이외의 교회음악을 모두 금지한다는 내용으로 그동안 대두됐던 폴리포니 음악이 이제 존폐의 화살에 서 있었다. 그러자 보로메오는 교황을 감동시킬 만한 낡은 양식의 새 미사곡을 당대 작곡가가 쓴 것이라면 이 금령의 발포를 막을 수 있다는 생각으로 걸출한 미사곡을 어전에서 연주하게 할 것을 계획했다. 그래서 보로메오 추기경은 팔레스트리나에게 교황을 위한 고전적 단성음악 스타일의 미사곡을 의뢰한다. 그러면서 며칠 후 열릴 트리엔트(Trent) 공의회에서 아마도 단성(單聲)음악을 제외한 모든 음악을 금지할 것이라는 언질을 준다. 교회음악에 고전적 단성음악을 유지할 것인지, 새로운 다성음악 스타일을 추구할 것인지를 놓고 교황 비오 4세와 신성로마제국의 황제 페르디난드 1세는 의견이 서로 다르다. 교회는 다성음악이 위선적이고 불성실하다고 주장하고 있다. 보로메오는 이런 사정을 팔레스트리나에게 설명하며 꼭 작곡을 맡아 달라고 (허풍스럽게) 간청한다. 그러나 팔레스트리나는 나이와 삶의 무게에 지쳐 옛날 같은 창작 의욕이 실종되었고 스스로 걱정이 앞세는데다 다성음악을 선호하는 본인 스타일로 미사곡을 작곡하고 싶지만, 교회가 단성음악을 고집하기 때문에 적임자가 아니라는 이유로 이를 거절한다. 이에 격앙돼 분연히 일어선 보로메오는 팔레스트리나에게 이단에 물든 게 아닌지 의심하며 욕설을 퍼붓고 낙담하며 그대로 집을 떠난다.
인생에 회의를 느껴 죽음을 향하려 하는 팔레스트리나에게 과거의 대작곡가들이 나타나 자신들의 음악이 사라지고 잊혀지지 않도록 어서 그들의 전통을 계승하는 대작을 작곡하라고 촉구한다. 그때 천사들과 함께 죽은 아내 루크레치아가 나타나고, 팔레스트리나는 천사들이 불러주는 대로 [교황 마르첼루스의 미사]를 작곡해놓고는 깊은 잠에 빠져든다.
혼자가 된 팔레스트리나는 모든 창작력의 근원인 애처 루크레치아의 초상화를 바라보며 자신의 무력감과 상실감에 시달려 인생에 회의까지 느껴면서 자살을 생각하려 하자 잠시 묵상을 한다. 그러자 조스칸 데 프레 등 과거 대작곡가들의 환영 및 혼령이 점차 출현해 팔레스트리나를 둘러싼다. 대작곡가들은 양식화된 위엄 있는 음악으로 허무적 절망에 빠져 있는 팔레스트리나에 대해 아직 이 세상에서의 과제는 끝나지 않았다고 말하고 그것은 그의 사명임을 저마다 격려하면서 그에게 미사곡을 쓰라고 권한다. 대작곡가들의 환영이 사라지자 이번에는 천사들의 환영이 나타나 '주여, 불쌍히 여기소서'를 부른다. 천사들의 목소리는 구전하고 있었던 것이다. 그러자 팔레스트리나는 홀린 듯 펜을 잡고 영감의 절정에 이르러 아내의 환영을 본다. 노래가 끝나면 천사들의 환영이 사라지고 멀리 로마 사원의 종소리가 울려 퍼진다. 이미 새벽이 되어 그는 작곡을 다 마치고 기진맥진하여 깊은 잠에 빠져 있었다. 잠시 후 아침 연습을 위해 방에 들어온 아들 이기노와 제자 실라는 바닥에 널브러져 있는 미사곡 악보를 보고 이미 완성된 것을 알게 되고 그 멋스러움에 놀란다.

### 제2막
트리엔트에 있는 마들슈트 추기경의 궁정 사랑방
2번째 전주곡으로 긴박하게 시작한다. 8일 후 트리엔트. 마들슈트 궁정에서 공의회를 준비하고 간사들이 원활하게 운영할 준비를 하고 있다. 각국 참석자들이 속속 공회의에 참석한다. 트리엔트(Trent) 공의회는 아직 열리지 않았지만 참석자 간에는 열띤 논쟁이 벌어지고 있다. 팔레스트리나는 작곡한 미사곡을 발표하라는 교황의 명을 어긴 죄로 체포되어 감옥에 갇힌다. 보로메오는 교황의 사절 노바젤리오에게 미사곡을 거절당한 일에 대해 전한다. 예술가 따위 미친 짓이라고 대하지만 마음속으로는 팔레스트리나에 기대하고 있다. 이윽고 각국의 대표자들이 참석하지만, 공회의가 시작되기 전에 벌써부터 이탈리아파와 스페인파와의 반목으로 소연해진다. 여기서 참석자들은 겉으로는 천주교 개혁을 및 음악의 방향을 논하고 있지만, 실상은 자신들의 정치적 이권을 차지하기 위해 서로 간의 반목과 대립을 하고 있을 뿐이였다, 오만한 스페인 백작과 추기경, 주교들, 스페인으로부터 천주교 주도권을 얻어오려는 신성로마제국 추기경들, 으르렁거리는 이탈리아 추기경, 개신교가 판치는 곳이라 무시당하는 체코 추기경, 분위기 파악 못하는 촌뜨기 주교, 이상한 이야기하는 아시리아 족장, 이 모든 사람들까지 주관, 통제해야하는 교황 특사까지, 다 속으로는 자기 잇속만 챙기려는 사람들이 참석해있다.
주교 세베롤스의 사회로 드디어 회의가 시작된다. 교황 사절 모로네의 보고가 끝나고 개혁방향이 정해지자 논란은 미사곡로 옮겨진다. 폴리포니 음악을 옹호하는 황제의 의견을 받아들여 시험 미사곡이 교황궁정에서 시도되는 것으로 결의된다. 그러나 점차 논쟁이 격화되면서 소용돌이 속으로 빠져들고 서로 다른 견해로 갑론을박을 벌인다. 급기야는 소란에 논쟁이 패, 주먹싸움으로 번지자, 이제는 시종, 신도들까지 포함한 죽고 죽이는 난투극이 벌어지고, 이에 마들슈트는 근위병들로 하여금 그들을 붙잡게 한 후 총을 발포하라고 명령하고 진압하면서 난투극은 멈추고, 마들슈트는 고문불사 태도를 보인다. 그리고 그는 "이게 성스러운 회의의 의미인가?"라고 중얼거린다.

### 제3막
팔레스트리나가 같힌 감옥과 공의회 회의당
3번째 전주곡으로 시작한다. 회의 후 2주 뒤인 로마의 감옥. 해질녘. 팔레스트리나는 방심한 듯 감옥의 창가에 걸터앉았다. 그러자 야외에서 갑자기 "팔레스트리나 만세"하는 함성이 들리고 "팔레스트리나, 음악의 구주!"라는 함성이 터져 나온다. 교황 예배당 가수들, 나아가 피우스 4세 교황가이나타나 팔레스트리나를 축복하며 그를 풀어준다. 왜냐하면 팔레스트리나의 아들 이기노가 아버지를 감옥에서 빼내기 위해 보로메오 추기경에게 미사곡 악보를 전해준 것이었다. 추기경은 팔레스트리나가 약속대로 미사곡을 새로 쓴 것을 보고 회심의 미소를 짓는다. 하지만 악보를 보는 순간 얼굴이 창백해진다. 다성음악 스타일의 악보이기 때문이다. 팔레스트리나의 새로운 미사곡은 교황이 참석한 가운데 시스틴 대성당에서 연주할 예정이다. 그러므로 팔레스트리나의 새로운 미사곡을 연주할 수밖에 없다.
팔레스트리나가 풀러나자 산타 마리아 마조레 성당 합창단원들이 옥에서 풀려난 그를 찾아오고, 다들 초조하게 팔레스트리나의 음악에 대한 공의회의 판정을 기다린며 초연이 시작된다. 연주가 끝나고 성당 문이 열리자, 단원들이 쏟아져 나온다. 이들은 대단히 흥분해 있다. 팔레스트리나의 「교황 마르첼리 미사」는 매우 장엄하고 아름다우며 신비로워 차마 필설로 형언하기 어렵다는 것이다. 교황 앞의 초연은 대성공이었다. 교황이 손수 성당 밖으로 나와 팔레스트리나의 노고를 치하한다. 교황은 팔레스트리나에 대해 그 미사곡이 매우 감명깊게 느껴졌다며 팔레스트리나를 시스틴 대성당의 음악감독 및 종신악장(maestro di cappella)으로 임명하고, 지금까지 무례하게 대한 것을 사과하며 감사를 표한다.  피우스 4세가 퇴장하자 보로메오 추기경이 나타나 팔레스트리나의 발밑에 울며 무릎을 꿇고 회한을 표시하고 사과하며 화해한다. "성 요한(이탈리아어로 '조반니')이 천사의 노래를 들었듯 또 하나의 조반니(팔레스트리나의 이름)의 음악에 무한한 감동을 받았다"고 추기경은 말한다. 팔레스트리나는 찬양도 받고 비난도 받았지만, 무엇보다 스스로 평화를 얻어 기쁘다. 하지만 제자 실라는 스승의 곁을 떠나 새로운 음악을 찾으러 피렌체로 간다.
그날 밤 팔레스트리나는 아내의 초상화를 보며 조용히 오르간을 향해 주님께 기도를 한 뒤 연주한다. 마지막으로 관현악에서 회안의 동기가 연주되며 오르간의 화음만 남고 오페라는 조용히 끝난다.

## 녹음
대표작 중 하나지만 연주시간이 3시간 20분 가까이 걸리며 내용이 소박해 녹음이 어렵다. 1973년에 라파엘·쿠벨릭의 지휘에 의한 녹음이 최초이다. 그 밖에 조지프 카일베르트에 의한 녹음이나, 최근에는 시모네·영의 영상반(2009년의 라이브)도 남아 있다.

## 참고자료
- 최신 명곡 해설 전집 20 가극 3 (음악지우사)
- 신 글로브 오페라 사전 (스탠리 세이데이 지음, 백수사)
- 가극 대사전(오오타구로 모토오)
- 하르트만/피츠너: 교향곡 제4번/8번/3개의 전주곡(라파엘 쿠벨릭 지휘, 바이에른 방송교향악단, DG)의 해설서
- [네이버 지식백과] 한스 피츠너, 팔레스트리나 [Hans Pfitzner, Palestrina] (클래식 명곡 명연주, 이용숙)
- [네이버 지식백과] 팔레스트리나 [Palestrina] (OPERA 366, 2011. 6. 27., 백남옥)
- 독일어 원문 대본 자료: https://www.rodoni.ch/PFITZNER/PALESTRINA/libretto.html